# Antti Jokinen
Antti Jokinen (Nurmijärvi, 26 de abril de 1968) es un director de videoclips y director de cine finlandés.

## Biografía

### Primeros años
Jokinen estudió en la Universidad del Este de Carolina con una beca de baloncesto y más tarde se graduó en especialización en televisión y cine.

### Carrera videomusical
Ha dirigido videos musicales para varias bandas como Anastacia, Celine Dion, Thalía, Kelly Clarkson, Korn, Lordi, Nightwish, Shania Twain, Tiziano Ferro, Westlife y Wyclef Jean.

### Carrera cinematográfica
En la primavera de 2009 Jokinen empezó a filmar su primer largometraje The Resident, protagonizada por Hilary Swank. La película fue estrenada en 2010. Su seguna película se llamó Nicholas North. La grabación empezó a filmarse en 2010 en Finland. La prensa finlandesa recogió que Julianne Moore podría ser la protagonista. En la película de Winx Club, hace el papel del hombre de la fuerza aérea finlandesa, como Matti Talonen. Al principio de la película, se empieza en Finlandia. También ha sido nombrado director de la película basada en el libro de Sofi Oksanen Purge. La película Purge fue seleccionada como la película finlandesa para el Óscar a la mejor película extranjera.

### Vida personal
Jokinen se casó con la chef finlandesa Sara La Fountain y después se casó con la actriz Krista Kosonen con la que tienen una hija nacida en 2015.

## Filmografía
- The Resident (2011)
- Purge (2012)
- Kätilö (2015)
- Pahan kukat (2016)